# Óscar Alsina
Óscar Milton Alsina Hornos (Montevideo, Uruguay; 11 de abril de 1969) es un futbolista uruguayo. Jugaba de mediocampista y su último equipo fue el Club Rivadavia.

## Clubes
| Club               | País      | Año         |
| ------------------ | --------- | ----------- |
| Sud América        | Uruguay   | 1990 - 1995 |
| Huracán Corrientes | Argentina | 1995 - 1997 |
| Newell's Old Boys  | Argentina | 1997 - 1998 |
| San Luis           | México    | 2000        |
| El Porvenir        | Argentina | 2001 - 2002 |
| Liverpool          | Uruguay   | 2002 - 2003 |
| Rentistas          | Uruguay   | 2004        |
| Tigre              | Argentina | 2004 - 2005 |
| Rivadavia          | Argentina | 2005 - 2008 |

## Palmarés

### Campeonatos nacionales
| Título                    | Club      | País      | Año  |
| ------------------------- | --------- | --------- | ---- |
| Segunda División          | Liverpool | Uruguay   | 2002 |
| Torneo Apertura Primera B | Tigre     | Argentina | 2004 |
| Torneo Clausura Primera B | Tigre     | Argentina | 2005 |